# Farbschachenbrücke
Die Farbschachenbrücke, ehemals Obflüebrücke, ist eine gedeckte Holzbrücke über die Entlen im Schweizer Kanton Luzern. Die Brücke liegt im Entlebuch auf dem Gebiet der Gemeinden Hasle (linke Flussseite) und Entlebuch (rechte Flussseite).

## Konstruktion
Die Hängewerk-Holzbrücke mit Eternit-Satteldach über die Kleine Emme wurde 1856 dem Verkehr übergeben. Die Konstruktion verstärkte man 1931 mit Querbalken unter der Fahrbahn, um die Brücke den Belastungen der neuen Verkehrsverhältnisse anzupassen. Nach dem Bau einer Betonbrücke wurde die Obflüebrücke im Jahr 2004 abgebrochen, fachmännisch restauriert und 800 Meter südlich an die Entlen versetzt.

## Nutzung
Die ehemalige Strassenbrücke dient am heutigen Standort als Wanderweg und Fussgängerverbindung zur Dreifach-Sporthalle und zu den Sportanlagen Farbschachen.

## Erhaltenswertes Objekt
Das Bauwerk steht unter Denkmalschutz und ist im Bauinventar des Kantons Luzern als erhaltenswertes Objekt aufgeführt.